# Wappen Jerseys
Das Wappen Jerseys ist ein roter Schild mit drei goldenen englischen bewehrten Leoparden. Es wurde von einem Siegel abgeleitet, das der englische König Eduard I. 1279 dem Bailiff von Jersey stiftete. 1907 erlaubte Eduard VII. der Insel offiziell die Benutzung des tradierten Wappens.
Heraldisch werden die löwenartigen Tiere nicht als Löwen, sondern als Leoparden angesprochen, da sie entgegen der Regel den Betrachter ansehen.
Das Wappen Jerseys ist denen der Normandie, Guernseys und Englands sehr ähnlich. Seit 1981 benutzt die Flagge Jerseys das Wappen.